# Vânzătorul de baloane
Vânzătorul de baloane, grafiat la data lansării Vînzătorul de baloane, (titlul original: în italiană Il venditore di palloncini) este un film dramatic italian, realizat în 1974 de regizorul Mario Gariazzo, protagoniști fiind actorii Renato Cestiè, Marina Malfatti, James Whitmore și Cyril Cusack.

## Rezumat
Giacomino este un copil, fiul unei dansatoare de varietate, Maria, care l-a lăsat tatălui, Antonio, pentru a fugi cu tânărul ei iubit. Giacomino este dulce, inocent, harnic și din păcate, este foarte bolnav. Tânjește să se reîntâlnească cu mama lui și să meargă la circ. Pe măsură ce anii trec, el este băiatul care trebuie să aibă grijă de tatăl său, acum alcoolic, dedicându-se unui spectacol de păpuși pentru a supraviețui cumva. 
Lovit de agravarea bolii de anemie, Giacomino este internat. Medicii spun că nu există nicio speranță de însănătoșire. Antonio, care a încetat să bea din cauza șocului, are dificultăți să o găsească pe Maria, care între timp, instigată de iubitul ei, s-a orientat spre prostituție. Găsind-o, ea acceptă să-l viziteze pe copil la spital împreună cu fostul ei soț. Li se alătură Romolo, proprietarul barului în care Antonio se îmbăta, precum și mulți dintre clienții barului însuși, inclusiv un hoț pocăit care își spune Twenty Years (cei pe care i-a petrecut în închisoare). Toți împreună, cu acordul personalului din spital, îl duc pe Giacomino la circ. Aici copilul este vizitat de un misterios „vânzător de baloane”. Acest personaj ciudat îl cheamă pe nume și îi explică că baloanele zboară spre cer și ajung la îngeri și că vânzătorii ca el, prin voia lui Dumnezeu, știu totul despre toată lumea de pe Pământ. Dar îngerii nu sunt toți în rai, continuă omul: sunt mulți și aici jos. Toți oamenii care l-au însoțit acolo sunt îngeri. Și el, Giacomino, este un înger. Filmul se termină cu un balon care zboară sus, în timp ce o lumină albă pare să-l învăluie pe băiat.

## Distribuție
- Renato Cestiè – Giacomino Santarelli
- Marina Malfatti – Maria, mama
- James Whitmore – Antonio Santarelli, tata
- Cyril Cusack – vânzătorul de baloane
- Lee J. Cobb – Venti Anni
- Lina Volonghi – sora Maria
- Maurizio Arena – barmanul Romolo
- Adolfo Celi – primarul
- Silvano Tranquilli – medicul
- Gianni Agus – directorul de circ
- Carlo Romano – paznicul
- Umberto D'Orsi – taximetristul
- Giustino Durano – portarul
- Alfredo Adami – Alfredo
- Giordano Albertoni – un domn bogat
- Luciano Bonanni – clientul de la bar
- Tony Norton – patronul barului
- Pietro Zardini – un client la bar
- Franca Scagnetti – casierița de bilete de teatru
- Pupo De Luca – anticarul
- Gabriella Andreini – infirmiera

## Melodii din film
- Ave Maria de Stelvio Cipriani, interpretat de Roberto D'Anna

## Lansare
Filmul Vânzătorul de baloane a avut premiera în Italia pe data de 21 decembrie 1974.
În România premiera filmului a avut loc la data de 17 mai 1976 la cinematografele „Patria”, „Sala Palatului”, „București” și „Favorit” din capitală.